# Delo
Pour les articles homonymes, voir Delo (homonymie).
Delo est l'un des principaux journaux de Slovénie. Il est fondé en 1959. Son siège social est situé à Ljubljana.

## Histoire
Delo a été publié pour la première fois le 1er mai 1959 lors de la fusion des journaux Ljudska pravica ( » Le droit du peuple “), publié depuis 1934, et Slovenski poročevalec (” Le reporter slovène »), créé en 1938, tous deux journaux du Parti communiste de Slovénie,.
Parmi les rédacteurs en chef figurent Dušan Benko, Darijan Košir, Peter Jančič et Uroš Urbas,,.